# Rifugio Duca d'Aosta
Il rifugio Duca d'Aosta è un rifugio situato nel comune di Cortina d'Ampezzo (BL), sorge alla base delle Tofane.

## Caratteristiche e informazioni

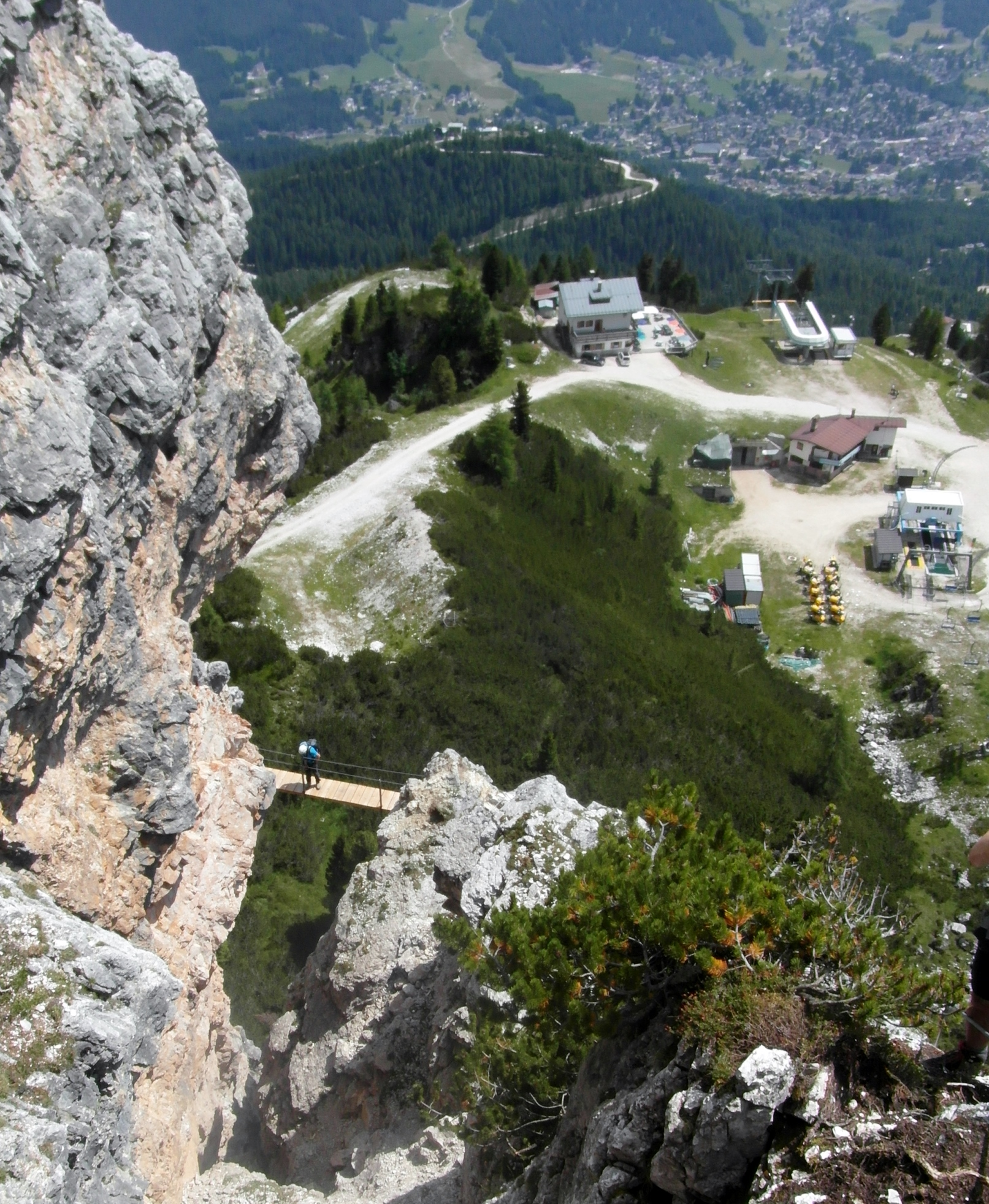
Il rifugio dalla via ferrata Maria e Andrea Ferrari

Il rifugio è aperto d'estate (15 giugno - 30 settembre) e d'inverno (5 dicembre - pasqua).
Il rifugio dispone di 15 posti letto divisi in quattro camere con bagno.

## Accessi
Da Cortina d'Ampezzo:
- SS 48 delle Dolomiti fino al km 114, poi per rotabile e sentiero alpino nº 405 attraverso Malga Fedarola.
- da località Gilardon sentiero alpino nº 407 fino alla baita Piè Tofana, poi sentiero alpino nº 405.
- da località Son dei Prade sentiero alpino nº 403 fino al rifugio Angelo Dibona, poi sentiero alpino nº 420.
- da località Cian Zòpe sentiero alpino nº 442 fino al rifugio Angelo Dibona, poi sentiero alpino nº 420

## Ascensioni
- Tofana di mezzo, 3225 m s.l.m.
- Tofana di Rozes, 3244 m s.l.m.
- Ra Bujela, a 2.257 m, mediante la via ferrata Maria e Andrea Ferrari